# ヒウォンエンタテインメント
ヒウォンエンタテインメント（Heewon Entertainment）は、アニメーションの企画・制作を主な事業内容とした韓国の企業。

## 概要
1992年に前身である「Hee Won」を設立。日本作品の下請けをこなしていき2000年に法人転換し、商号も現在のものに変える。この年から自社で元請作品を制作し、世に発表するようになった。2005年に制作された『少女チャングムの夢』は2006年、日本初の韓国アニメ放送となり注目を浴びて現在では韓国のアニメ制作会社としても大手へと成長した。
多くの作品の場合、「Heewon Entertainment」「HEEWON Entertainment」とクレジットされる。

## 作品履歴（太字は元請制作作品）

### テレビシリーズ
- モンタナ・ジョーンズ（制作元請：スタジオジュニオ、1994年-1995年、各話制作協力）※HEE WON CORPORATION名義
- ビーストウォーズII 超生命体トランスフォーマー（制作元請：葦プロダクション、1998年-1999年、各話制作協力）※HEE WON CORPORATION名義
- 可愛いチョコミ（귀여운 쪼꼬미、Little Comi、2001年）
- ズカズカとチェリースイート（주까주까와 체리스위트、Zuka Zuka）
- ビバ! ミュージック（비바! 뮤직、2001年）
- 爆転シュート ベイブレード（制作元請：マッドハウス、2001年、各話制作協力）
- 爆転シュート ベイブレード 2002（制作元請：日本アニメディア、2002年、各話制作協力）
- 炎の蜃気楼（制作元請：マッドハウス、2002年、各話制作協力）
- ぴたテン（制作元請：マッドハウス、2002年、各話制作協力）
- ドラゴンドライブ（制作元請：マッドハウス、2002年-2003年、各話制作協力）
- 爆転シュート ベイブレード Gレボリューション（制作元請：日本アニメディア、2003年、制作協力）
- マーメイドメロディーぴちぴちピッチ（制作元請：アクタス・シナジージャパン、2003年-2004年、各話制作協力）
- 天上天下（制作元請：マッドハウス、2004年、各話制作協力）
- B-伝説! バトルビーダマン（制作元請：日本アニメディア、2005年、制作協力）
- いちご100%（制作元請：マッドハウス、2005年、各話制作協力）
- 少女チャングムの夢（2005年-2006年）
- B-伝説! バトルビーダマン 炎魂（制作元請：日本アニメディア、2006年、制作協力）
- ワンワンセレプー それゆけ!徹之進（制作元請：スタジオコメット、2006年、各話制作協力）
- 爆球Hit! クラッシュビーダマン（制作元請：日本アニメディア、2006年、制作協力）
- 夢使い（2006年、制作元請：マッドハウス、各話制作協力）
- 少女チャングムの夢 2期（2007年）
- エレメントハンター（2009年、NHKエンタープライズとの共同制作）
- 最強 トッププレート（2013年-2014年）※HEEWON名義
- ターニングメカード（2015年-2016年）※HEEWON名義
- ターニングメカードW（2016年-）※HEEWON名義
- パッシャメカード（2019年-）※HEEWON名義
- バイトチョイカー（2020年）

### 劇場映画
- ターニングメカードW：ブラックミラーの復活（2017年）※HEEWON名義
- ターニングメカードW：ヴァン・ダインの秘密（2018年）
- 恐竜メカード：タイニーソアの島（2019年）